# Marko Ivan Rupnik
Marko Ivan Rupnik (Idrija, 28 de novembro de 1954) é um artista, teólogo, presbítero e criminoso sexual esloveno, que foi jesuíta até 2023.
Juntamente com o atelier de arte espiritual do Centro Aletti, do qual é diretor, criou obras famosas em todo o mundo, notadamente os mosaicos que fez para a capela Redemptoris Mater  no Vaticano, para as basílicas de Fátima e de San Giovanni Rotondo, para a fachada do Santuário de Lourdes, para a catedral de Santa Maria Reale da Almudena em Madri, para a igreja ortodoxa da Transfiguração em Cluj, para o santuário de São João Paulo II na Cracóvia, para o santuário de São João Paulo II em Washington e para o santuário nacional da Virgem de Ta 'Pinu.

## Biografia
Em 1973, ele ingressou na Companhia de Jesus.  Após estudar filosofia em Liubliana em 1977, ele se matriculou na Academia de Belas Artes de Roma, que concluindo seus estudos em 1981 com uma tese intitulada "Luigi Montanarini e o problema da interpretação".  Prosseguindo seus estudos de teologia na Universidade Gregoriana em Roma, ele se especializou em missiologia.  Em 1985 ele foi ordenado padre.  Durante alguns anos, de 1987 a 1991, morou em Gorizia, no Centro Jesuíta "Stella Matutina", onde trabalhou principalmente entre jovens.  Em 1991 obteve um doutorado da Faculdade de Missiologia do Universidade Gregoriana.
Desde setembro de 1991, ele vive e trabalha em Roma no Centro Aletti.  Ele leciona também na Pontifícia Universidade Gregoriana e no Pontifício Instituto Litúrgico de Santo Anselmo.
Desde 1995, ele é o diretor do atelier de arte espiritual no Centro Aletti.  Foi consultor do Pontifício Conselho para a Cultura e  é consultor do Pontifício Conselho para a promoção da nova evangelização.  Em 2017, o Papa Francisco nomeou-o consultor da Congregação para o Culto Divino e Disciplina dos Sacramentos.
Recebeu o título de doutor honoris causa da Universidade Francisco de Vitoria de Madri em 2013 e  da Faculdade de Teologia de Lugano em 2014.
Também recebeu o prêmio "France Prešeren", o maior prêmio para a cultura da República da Eslovênia em fevereiro de 2000.  Em 2002 recebeu o título de "Sinal de honra da liberdade da República Eslovena", conferido pelo presidente.  Em 2003, recebeu o prêmio internacional "Beato Angelico" pela Europa.
Além de sua atividade como artista e teólogo, ele sempre se dedicou à atividade pastoral, mais especificamente, através de palestras e da orientação de cursos e exercícios espirituais. Ele é o autor de numerosos livros sobre teologia e espiritualidade.

### Arte sacra
O aprofundamento na tradição espiritual e cultural do Oriente cristão (os Santos Padres, mas também os teólogos russos contemporâneos como Vladimir Sergeevič Solov'ëv, Nikolaj Berdjaev, Sergei Bulgakov e Pavel Florenskij) permitem que Rupnik aproveite a herança da Igreja do primeiro milênio e mostre a insuficiência de uma parte da teologia ocidental que algumas vezes se vê aprisionada aos esquemas de racionalidade instrumental sem capacidade simbólica.

### Os mosaicos e a arte coral do Centro Aletti
Em 1999, com o atelier de arte espiritual do Centro Aletti, o padre Marko Rupnik concluiu a renovação do mosaico da capela Redemptoris Mater  confiada a ele pelo Papa João Paulo II.  A partir de então, a arte de Rupnik estará engajada numa relação dialógica entre a iconografia da tradição oriental e a sensibilidade artística da modernidade ocidental, unida em particular pela técnica dos mosaicos cristãos.

## Controvérsias

### Acusações por abusos sexuais, psicólogicos e espirituais
Em outubro de 2018, veio a tona a informação que Rupnik teria dado a absolvição a uma mulher com a qual teve relações sexuais, fato que o levou à excomunhão em maio de 2020 . No final do mesmo mês, porém a excomunhão foi revogada . Desde então, vieram a tona denúncias de pelo menos 20 mulheres adultas — dentre elas, nove freiras — e pelo menos um homem, também adulto. A Companhia de Jesus divulgou uma cronologia de casos de delitos praticados por Rupnik entre 1980 e 2018. Os crimes foram cometidos tanto na Eslovênia quanto na Itália, onde ele vive desde 1991. Em junho de 2021, o Vaticano trouxe novas denúncias sobre o comportamento de Rupnik, que incluem abuso sexual de nove freiras da Comunidade Loyola, um convento que ele fundou na Eslovênia. Uma das freiras tentou suicídio após os abusos e outra freira italiana foi coagida a participar de sexo a três com o padre, em referência à Santíssima Trindade. 
Após as últimas acusações, a Congregação para a Doutrina da Fé contatou a Cúria Geral da Companhia de Jesus sobre acusações contra Rupnik e membros da Comunidade de Loyola. Em julho de 2021, o Padre Geral iniciou uma investigação preliminar conduzida por alguém de fora da Sociedade, e o Superior mor da DIR (Delegação para as Casas e Obras Interprovinciais Romanas da Companhia de Jesus) impôs restrições. Em janeiro de 2022, a investigação concluiu que havia um caso a ser resolvido e recomendou um processo penal à Congregação para a Doutrina da Fé (CDF). No entanto, em outubro de 2022, a CDF declarou que as acusações eram de casos prescritos e não procederia com o processo. Permanecem as restrições ao ministério do padre Rupnik. 

## Itens relacionados
- Tomáš Špidlík
- Instituto Oriental Pontifício

- Commons